# Bloom 06
Bloom 06 war ein Duo italienischer Musiker aus Turin. Es bestand aus Gianfranco „Jeffrey Jey“ Randone und Maurizio „Maury“ Lobina. Die Gruppe ging aus dem Trio Eiffel 65 hervor, das im Jahr 1999 mit Blue (Da Ba Dee) einen weltweiten Erfolg verbuchen konnte.

## Geschichte
Nachdem Gabry Ponte die Band Eiffel 65 im Jahre 2005 verließ, bildeten nur noch Jeffrey Jey und Maurizio Lobina die Gruppe. Die Trennung zwischen Gabry Ponte und seinen ehemaligen Bandkollegen und gleichzeitig guten Freunden erfolgte nach Berichten der Band ohne Streitigkeiten. Gabry Ponte wollte sich eher weiter auf seine erfolgreiche Solokarriere konzentrieren und seinem Musikstil treu bleiben. Jeffrey Jey und Maurizio Lobina hingegen versuchten ihren Musikstil grundlegend zu ändern. Als Folge dessen gaben beide im Juni 2006 bekannt, dass sie das Erfolgsprojekt Eiffel 65 definitiv nicht fortsetzen werden. Gleichzeitig wurde der neue Bandname (Bloom 06) sowie die Tatsache bekannt gegeben, dass sie nicht mehr mit ihrer langjährigen Plattenfirma Blisscorporation zusammenarbeiten werden. Bloom 06 ist ein neues Projekt der beiden Italiener und soll an die alten internationalen Erfolge anknüpfen. 

Altes Logo der Band

Am 13. Oktober 2006 veröffentlichten Bloom 06 ihr Debütalbum, das den Namen Crash Test 01 trägt. Als erste Single wurde der Song In The City nominiert, der zunächst ohne weitere Remixe nur bei iTunes erhältlich war. Als Vorlage für In The City diente der Song Living In My City, der auf dem letzten Doppelalbum von Eiffel 65 namens Eiffel 65 zu finden ist. Das Album enthält acht Titel und ist nur in Italien erschienen.
Am 8. Dezember 2006 ist In The City, das vorab nur bei iTunes erhältlich war, auch als Maxi-CD in Italien veröffentlicht worden. Die CD beinhaltet neben der Radioversion von In The City noch drei weitere Remixe. 
Am 16. Dezember 2006 kündigten Bloom 06 Per Sempre (aus Crash Test 01) als nächste Single und Crash Test 02 als nächstes Album an. Die neue Single enthält neben der Albumversion von Per Sempre noch zwei weitere Remixe sowie einen Remix des Songs The Crash, welcher ebenfalls auf dem Album Crash Test 01 zu finden ist. Am 9. März 2007 wurde die Single in Italien veröffentlicht.
Am 23. Mai 2008 veröffentlichte die Band ihr zweites Studioalbum namens Crash Test 02. Dieses enthält, wie schon Crash Test 01, Songs in italienischer und englischer Sprache. Es besteht aus insgesamt zehn Titeln, von denen drei in italienischer und sieben in englischer Sprache geschrieben wurden. Am 19. April 2008 wurde Un' Altra Come Te als erste Singleauskopplung aus dem neuen Album vorgestellt.
Nach der Veröffentlichung von Crash Test 02 hat sich die Band auf die Vorbereitung einer Live-Tournee konzentriert, auf der Songs ihrer beiden Alben sowie alte Eiffel 65-Songs im Bloom 06-Stil vorgestellt wurden. Am 22. Juni 2008 fand vor 300 Zuschauern ein Showcase in einem Mailänder Club statt, bei dem Songs von beiden Alben, jedoch auch Neuauflagen dreier Lieder des Eiffel 65-Albums Europop, gespielt wurden. Die beiden Stammmitglieder wurden musikalisch von Matteo Curallo begleitet. Außerdem fanden am 5. und 6. Juli 2008 weitere Showcases in Florenz sowie in Rom statt.
Im September kündigten Bloom 06 an, dass sie an einer EP namens Club Test 01 arbeiten. Sie enthält neben Remixen des Studioalbums Crash Test 02 auch ein Remake des Eiffel 65-Hits Blue (Da Ba Dee). Die Single Being Not Like You (die englische Version von Un' Altra Come Te) erschien am 23. Januar 2009 in Deutschland, Österreich und der Schweiz auf dem Label JetSet Records. Auf der Single enthalten sind neben Album-Version, Mix und der italienischen Version auch eine neue Version von Blue (Da Ba Dee). Das Album Crash Test 02 folgte am 30. Januar 2009. Im Februar gaben Bloom 06 bekannt, dass sie ein Duett mit der italienischen Sängerin Alexia aufgenommen haben. Der Song We Is The Power ist die englische Version des Alexia-Songs Il Branco und Bestandteil ihres neuen Albums. 
Am 3. Juli 2009 erschien die EP Club Test 02 mit den zwei neuen Songs Beats & Sweat und Dancing On The Moon sowie einem neuen Welcome To The Zoo-Remix und einer neuen Version von Move Your Body. In Deutschland erschien Beats & Sweat als Single am 11. September 2009.

## Stil
Musikalisch gesehen hat sich der Stil der Band im Vergleich zu ihrer Zeit als Eiffel 65 stark verändert, da sich die Band teilweise aus dem Dance- in den Popbereich bewegt hat. Dies geschah nicht zuletzt durch den Weggang des DJs Gabry Ponte.

### Crash Test 01
Das Debütalbum von Bloom 06 knüpft teilweise an das letzte Studioalbum von Eiffel 65 an, da dort teilweise auch popartige Ansätze zu erkennen waren. Darüber hinaus werden neue Instrumente wie zum Beispiel die Gitarre sowie der Bass eingesetzt, die damals in der Zeit von Eiffel 65 noch kein Bestandteil waren. Die Stimme des Sängers Jeffrey Jey klingt jetzt ebenfalls viel realistischer und harmonischer, da auf Mittel, wie das Verzerren der Stimme, bewusst verzichtet wurde. Neben den etwas schnelleren- und dancelastigeren Stücken enthält das Album auch einige Balladen, wie zum Beispiel The Old Field Of Angels, Vorrei Essere Come Te oder Don't Say These Words. Zudem wird in einigen Songs deutlich, dass die Band versucht hat, Einflüsse von anderen elektronischen Bands wie zum Beispiel Depeche Mode aufzunehmen und in ihren Songs zu verarbeiten. Dies spiegelt sich zum Beispiel sehr deutlich in dem Stück When The Party's Over wider. Mit diesem neuartigen Album versuchen die beiden Italiener sich von ihrem ursprünglichen Projekt Eiffel 65 und von dessen Musik abzugrenzen, um musikalisch eine neue Richtung einzuschlagen. Auf ihrer Website beschreibt die Band ihr Debütalbum Crash Test 01 als ihre dunkle Seite. Die einzige Singleauskopplung In The City etablierte sich bereits musikalisch in diversen europäischen Dancecharts und platzierte sich ebenfalls in den italienischen Singlecharts.

### Crash Test 02
Das zweite Album Crash Test 02 brachte erneut einen Stilwechsel der Band mit sich. Informationen der Band zufolge enthält das neue Album im Gegensatz zu seinem Vorgänger mehr schnelle und dancelastigere Songs und stellt die lebhafte beziehungsweise fröhliche Seite der Band dar. Bloom 06 bezeichnen Crash Test 02 als Kehrseite der Medaille. Damit zeigen sie, dass sie mit Crash Test 01 und Crash Test 02 zwei unterschiedliche stilistische Werke geschaffen haben.

## Remixarbeit
Am 24. Juli 2007 kündigten Bloom 06 auf ihrer Website an, dass sie sich neben der Eigenproduktion von Songs, auch auf den Remixbereich konzentrieren wollen. Als ersten Remix stellten sie Vasco Rossis Sommerhit Basta Poco vor. Schon einige Tage später – am 27. Juli 2007 – wurde ein zweiter offizieller Remix der Band vorgestellt – Un Kilo von Zucchero.

## Diskografie

### Italien

#### Alben
- Crash Test 01 (13. Oktober 2006)
- Crash Test 02 (23. Mai 2008)

#### Singles
- In the City (1. September 2006)
- Per sempre (9. März 2007)
- Un’altra come te (2. Mai 2008)

#### EPs
- Club Test 01 (28. November 2008)
- Club Test 02 (19. Juni 2009)

#### Remixes
- Vasco Rossi – Basta poco (Bloom 06 Radio Edit Remix, 2007)
- Vasco Rossi – Basta poco (Bloom 06 Extended Remix, 2007)
- Zucchero – Un kilo (Bloom 06 Radio Edit Remix, 2007)
- Il Genio – Pop Porno (Bloom 06 Remix, 2009)

#### Kollaborationen
- Alexia feat. Bloom 06 – We Is the Power (2009)
- Pandora feat. Bloom 06 – Kitchy Kitchy (2009)

### Deutschland / Österreich / Schweiz

#### Alben
- Crash Test 02 (30. Januar 2009)

#### Singles
- Being Not Like You (23. Januar 2009)
- Beats & Sweat (11. September 2009)